# Rigatoni

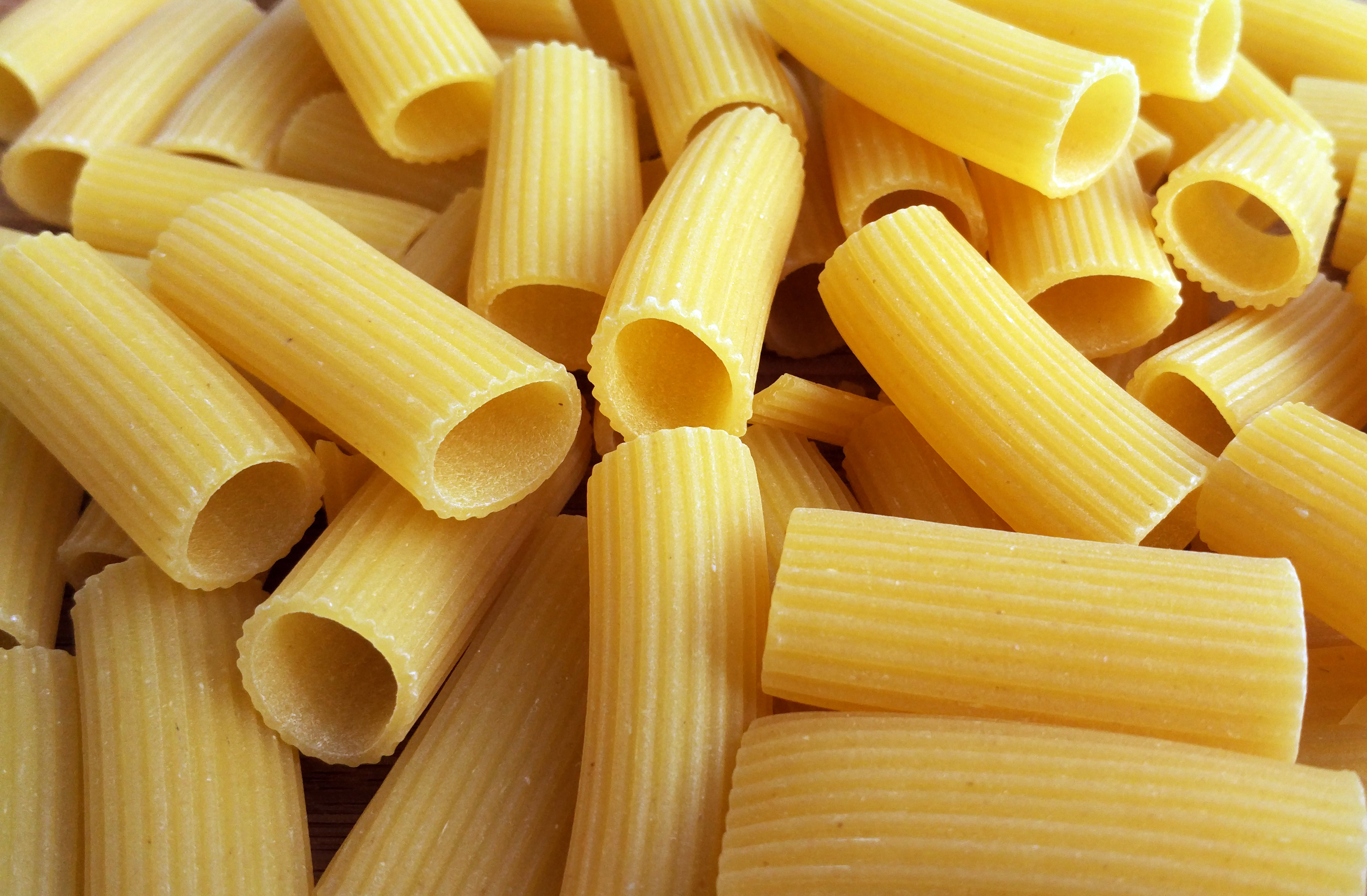
Rigatoni.

El rigatoni o canuto en singular y canutones en plural, es un tipo de pasta en forma de tubo con estrías en su superficie exterior. La intención de estas rugosidades es la de poder ofrecer mayor superficie de adherencia a salsas y acompañamientos líquidos de algunos platos. Es un poco más grande que el penne (corte de pluma) y que el ziti. El rigatoni se diferencia del penne y del ziti en que no acaba el extremo cortado diagonalmente.

## Usos
Lo convierten en una pasta ideal para ensaladas de pasta y platos que contengan salsa de queso.